# 瓦涅
瓦涅（法語：Vagney，法語：[vaɲɛ] ⓘ）是法国大東部大區孚日省的一个市镇，属于埃皮纳勒区。

## 地理
瓦涅（48°0'30"N, 6°42'59"E）面积24.91 平方千米，位于法国大東部大區孚日省，该省份为法国东北部内陆省份，北起默兹省和默尔特-摩泽尔省，西接上马恩省，南至上索恩省和贝尔福地区省，东临上莱茵省和下莱茵省。
与瓦涅接壤的市镇（或旧市镇、城区）包括：勒托利、巴斯叙勒吕、多马坦莱勒米尔蒙、热尔巴蒙、萨普瓦、勒桑迪卡、蒂耶福斯、沃库。

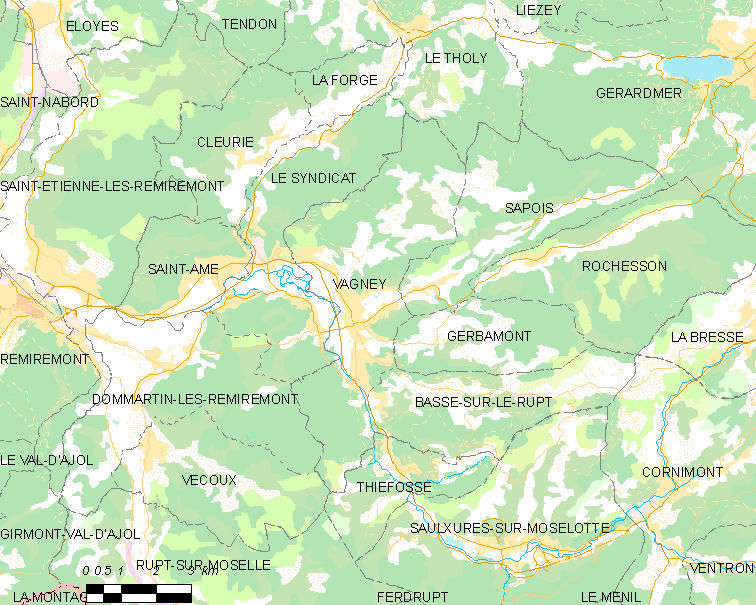
瓦涅的OSM定位图

瓦涅的时区为UTC+01:00、UTC+02:00（夏令时）。

## 行政
瓦涅的邮政编码为88120，INSEE市镇编码为88486。

## 政治
瓦涅所属的省级选区为拉布雷斯县。

## 人口

1962-2008年间瓦涅人口变化图示

瓦涅于2022年1月1日时的人口数量为3873人。